# Robert Belec
Robert Belec, slovenski nogometaš, * 7. februar 1969.
Belec je v karieri igral za NK Veržej in NK Muro, za katero je v prvi slovenski ligi odigral 114 prvenstvenih tekem in dosegel 31 golov. Ob koncu kariere je igral tudi za Varaždin v hrvaški ligi.
Za slovensko reprezentanco je nastopil 1. junija 1994 na prijateljski tekmi proti romunski reprezentanci.